# Adolfo Machado
Adolfo Machado (ur. 14 lutego 1985 w Panamie) – panamski piłkarz występujący na pozycji obrońcy. Zawodnik klubu Alianza FC.

## Kariera klubowa
Machado seniorską karierę rozpoczynał w 2004 roku w zespole Alianza. Jego barwy reprezentował przez 5 lat. W 2008 roku przeszedł do gwatemalskiego Deportivo Marquense. Tam z kolei spędził 2 lata. W 2010 roku odszedł do honduraskiego Marathónu, ale na początku 2011 roku wrócił do Gwatemali, gdzie został graczem klubu CSD Comunicaciones. W 2013 został zawodnikiem kostarykańskiego Deportivo Saprissa. Potem grał m.in. w Houston Dynamo i LD Alajuelense.

## Kariera reprezentacyjna
W reprezentacji Panamy Machado zadebiutował w 2008 roku. Został powołany do kadry na Złoty Puchar CONCACAF 2011, 2015, 2019 i 2021. Wystąpił również na Mundialu 2018.